# Feliciano Polo
Feliciano Polo (Zaragoza, 1814) fue político español del siglo XIX.

## Reseña biográfica
Nació en Zaragoza en 1814. Fue comandante de carabineros.
En 1841 fue elegido diputado por la circunscripción de Cáceres.
En 1842 fue nombrado Jefe del Cuerpo de Carabineros del Reino. En 1843 fue nombrado Intendente de Rentas de Albacete.
Fue gobernador de la provincia de Zaragoza del 17 de diciembre de 1855 al 18 de julio de 1856.

## Condecoraciones
- Caballero Gran Cruz de la Real Orden Americana de Isabel la Católica.[1]